# Sorhajókapitány
A sorhajókapitány (németül Linienschiffskapitän) az Osztrák-Magyar Haditengerészet ezredesi rangnak megfelelő rendfokozata volt. A Monarchia felbomlása után az utódállamok egy része, mint például a jugoszláv haditengerészet tovább használta ezt a rendfokozatot.
A tiszti rang elnevezése a 19. században használt hajókategóriákból ered, amelyben a hajókat méreteik alapján  korvettekre, fregattokra és sorhajókra osztották.
Az osztrák haditengerészet ez alapján alakította ki rendfokozatait, így létezett korvettkapitány (Korvettenkapitän), fregattkapitány (Fregattenkapitän) illetve sorhajókapitány is.
Híres sorhajókapitány volt hosszú időn át Horthy Miklós.

## Lásd még
- Rendfokozat